# 李康友
李 康友（り こうゆう、1913年5月8日 - 1990年1月3日）は、日本の実業家である。三亜薬品工業（現在の日本ベーリンガーインゲルハイム）創業者・社長、東亜興行創業者・社長。東京韓国商工会議所初代会長、在日韓国商工会議所初代会長を歴任した。日本名は高橋 康友（たかはし こうゆう）、おもに映画界では日本名を名乗った。大韓民国勲章冬柏章受章者。

## 人物・来歴
1913年（大正2年）5月8日、日本統治時代の朝鮮・慶尚南道昌原郡東面（現在の大韓民国慶尚南道昌原市義昌区東邑）に生まれる。
長じて東京に移住し、星薬科大学を卒業する。1945年（昭和20年）8月15日の第二次世界大戦終結後も東京に残り、翌1946年（昭和21年）には、中野区鷺宮に三亜薬品工業株式会社を設立、胃腸薬「イモール」の製造販売を行った。1949年（昭和24年）8月には、東亜興行株式会社を創業、杉並区阿佐谷に映画館「阿佐谷オデヲン座」を開業する。1950年（昭和25年）12月に「中野オデヲン座」、1951年（昭和26年）11月に「新宿オデヲン座」をそれぞれ開業した。同年のこの「新宿オデヲン座」の開業は、1947年（昭和22年）12月に林以文が開業した「新宿地球座」（のちの新宿ジョイシネマ）に次ぐ、歌舞伎町進出第2号であった。その後も「荏原オデヲン座」（1952年4月）、「下北沢オデヲン座」（1952年5月）、「高円寺平和劇場」（1954年9月）、「吉祥寺オデヲン座」（同年同月）と次々に映画館を新築・開業、佐々木興業の佐々木進、森本興行部の森本吉太郎と比較され、なかでも高橋（李）は、「目ざましい」（『キネマ旬報』）、「東京でも屈指の映画事業」と評された。翌1955年（昭和30年）12月には、歌舞伎町511番地（現在の歌舞伎町1丁目20番2号）に「グランドビル」（のちの第一東亜会館）を竣工・開館し、「グランドオデヲン座」を開業、「新宿オデヲン座」をその地下に移転し、旧オデヲン座跡地（歌舞伎町879番地、現在の歌舞伎町1丁目21番1号）ではダンスホール、パチンコパーラーを経営した。
1960年（昭和35年）12月27日、足立正（日本商工会議所会頭）、植村甲午郎（経団連副会長）、徐甲虎（阪本紡績社長）とともに発起人となり、日韓経済協会を設立、足立が顧問、植村が初代会長となり、李は、徐や安藤豊禄（小野田セメント社長）とともに副会長に就任した。1961年（昭和36年）5月20日、東京韓国商工会議所を設立、初代会長に就任するとともに、副会長に許弼奭（モナミ社長）、辛格浩（重光武雄、ロッテ製菓社長）、呉炳寿（在日本大韓蹴球協会初代会長）、専務理事に柳東烈がそれぞれ就任した。李は地方商工会設立に1年間奔走し、1962年（昭和37年）2月22日には結成大会を開き、在日韓国人商工会連合会（現在の在日韓国商工会議所）を結成、初代会長に就任した。同年8月3日には、東京韓国商工会議所の定期総会を開き、会長を引退、許弼奭にその座を譲った。1963年（昭和38年）12月15日に開かれた在日韓国人商工会連合会の緊急総会で会長を引退し、名誉会長だった徐甲虎とともに顧問に就任、許弼奭が会長代理に就任した。同日、同連合会は、在日韓国人経済連合会（韓経連）を吸収合併した。許は、翌年4月に二代目会長に就任している。またこのころ、韓国のソウル市の「国際劇場」（朝鮮語: 국제극장、1985年閉館）を現地の映画会社を通じて経営したとされる。
1967年（昭和42年）11月には、北区に「東十条東亜会館」（東十条オデヲン座）、1968年（昭和43年）12月には同じく「赤羽東亜会館」（赤羽オデヲン座・赤羽映画劇場）、1969年（昭和44年）4月には、旧新宿オデヲン座跡地に「第二東亜会館」（歌舞伎町東映劇場、新宿ゲームセンター、新宿トーアボウル）を新築・開業した。1972年（昭和47年）7月には、「荻窪東亜会館」（荻窪トーアボウル、荻窪オデヲン座、荻窪映画劇場）を新築・開業、これが現在の東亜興行の本社屋となった。このころには三亜薬品工業においては、すでに社長から会長に就任していた。
1978年（昭和53年）には「吉祥寺オデヲン座」（1954年9月開館）をいったん閉館して取壊し、同年10月には、跡地に「吉祥寺東亜会館」を新築・開場、同会館内に「吉祥寺オデヲン座」を再開業したほか「吉祥寺スカラ座」「吉祥寺セントラル」「吉祥寺東宝」の合計4館の映画館、および吉祥寺ゲームセンターを新装して開場した。同会館は、東亜興行が映画館事業を縮小した2017年（平成29年）現在、唯一の映画館サイトとして残っている。同年、韓国政府から国民勲章冬柏章が授与された。1981年（昭和56年）5月29日には東京韓国商工会議所の創立20周年式典が開かれ、許弼奭、辛格浩とともに「創立功労者に対する功労牌及び記念品」が授与された。1987年（昭和62年）、東亜興行の社長職を専務取締役の大谷晴通（大谷青道）に譲り、会長に就任する。
1990年（平成2年）1月3日、東京都内で死去した。満76歳没。